# Segunda Guerra Mitridática
A Segunda Guerra Mitridática foi, na prática, uma continuação da guerra anterior entre as forças da República Romana e as do rei Mitrídates VI do Ponto entre 83 e 81 a.C.. Os romanos foram liderados pelo legado de Sula na província da Ásia, Lúcio Licínio Murena. Esta foi a segunda das Guerras Mitridáticas.

## Casus belli
Licínio Murena, que foi deixado na Ásia por Sula no comando das duas legiões que eram do popular Caio Flávio Fímbria para consolidar o comando romano na província da Ásia, procurou de todas as formas um pretexto para iniciar uma nova guerra com a ambição de celebrar em Roma um triunfo. Mitrídates VI, uma vez de volta ao Reino do Ponto, iniciou uma guerra contra a Cólquida e contra as tribos do Bósforo Cimério que haviam se revoltado. Apiano afirma que ele construiu uma nova frota e recrutou um grande exército para esta guerra, o que deu aos romanos a impressão de que ele se preparava não apenas para conter revoltas internas, mas também para atacar o território romano, ainda mais por que Mitrídates Vi ainda não havia restituído a Ariobarzanes I da Capadócia todo o seu território como comandava o Tratado de Dárdanos. Esta mesma suspeita era compartilhada também pelo principal general pôntico da primeira guerra, Arquelau, que, alarmado, fugiu até Murena e o convenceu a atacar Mitrídates, o que deu início a uma nova guerra.

## Forças
Murena tinha sob seu comando duas legiões, um total de 8 000 homens.
O exército do Ponto era formado por dois exércitos, um comandado pelo próprio Mitrídates e o outro, pelo general Górdio.

## Fases da guerra
Murena invadiu o Reino da Capadócia, cliente de Mitrídates, e atacou de surpresa a cidade de Comana, famosa por seu rico templo. O combate foi rápido e Murena conseguiu destruir algumas unidades da cavalaria pôntica enviadas para enfrentá-lo. A reação de Mitrídates foi imediata: embaixadores foram enviados até Murena para lembrá-lo dos termos do recente Tratado de Dárdanos com Roma. Murena, porém, afirmou que não reconhecia nenhum tratado, pois Sula não o havia escrito e não estava presente para ratificá-lo. Em seguida, saqueou os templos da região e invernou na Capadócia.
Mitrídates decidiu então enviar uma embaixada diretamente ao Senado Romano e ao próprio Sula, lamentando os atos belicosos de Murena. Enquanto isto, Murena atravessou o rio Hális, que estava cheio por causa das chuvas e era um obstáculo considerável, e capturou 400 vilas pertencentes a Mitrídates, que aguardava pacientemente o retorno de seus emissários. Por conta disto, Murena conseguiu marchar livremente pela Frígia e pela Galácia, amealhando um enorme butim.
O Senado Romano enviou Quinto Calídio para tratar com Murena a pedido de Mitrídates. Ele urgiu que Murena encerrasse imediatamente as ações contra o rei do Ponto para que o tratado de paz não fosse invalidado, mas não tinha consigo uma ordem do Senado. Murena, porém, ignorou a sugestão de Calídio e invadiu novamente o território de Mitrídates, que, desta vez, enviou o general Górdio para interromper a invasão. Górdio rapidamente ocupou algumas vilas que estavam sob o domínio romano, capturando muitos bens (entre os quais um grande número de cabeças de gado) e homens (entre cidadãos e soldados) em preparação para um ataque direto ao exército de Murena perto de um rio que estava entre os dois exércitos. Contudo, nenhum dos dois tinha a intenção de iniciar a batalha e o impasse só se resolveu quando Mitrídates chegou com um enorme exército para se juntar a Górdio. A Batalha do Hális começou perto do rio e os exércitos de Mitrídates avançaram através do rio no encalço das legiões de Murena. Este, por sua vez, preferiu recuar para uma elevação próxima, mas os pônticos continuaram o ataque. Depois de perder muitos de seus homens, Murena conseguiu fugir para as montanhas vizinhas da Frígia através de um caminho desconhecido, sempre sob uma chuva de projéteis inimigos.
A notícia desta brilhante e decisiva vitória de Górdio se espalha rapidamente e incita muitas cidades da região a se voltarem para o lado de Mitrídates, que estava decidido a expulsar Murena da Capadócia. Enquanto isso, Sula, sabendo que não seria justo iniciar uma guerra contra Mitrídates, que não havia violado nenhum termo do tratado de paz, enviou uma nova embaixada a Murena, desta vez liderada por Aulo Gabínio, proibindo que ele continuasse a guerra e ordenando que ele tratasse da reconciliação de Mitrídates com Ariobarzanes. Mitrídates, por sua vez, entregou a mão de sua filha, de apenas quatro anos de idade, a Ariobarzanes, devolveu o território que havia conquistado e entregou outros a título de dote.
Porém, esta vitória convenceu Mitrídates que os romanos não eram invencíveis e que era possível a criação de um grande reino asiático para contrapor a hegemonia romana no Mediterrâneo oriental. A partir daí, o Reino do Ponto deu início a uma nova política de expansão anti-romana na região.

## Eventos posteriores
A fase final do conflito contra Mitrídates foi travada entre 75 e 63 a.C., depois da morte do rei Nicomedes IV da Bitínia, que deixou seu reino ao Senado e ao povo romano, o que enfureceu Mitrídates. Na primeira fase, o exército romano foi comandado por Lúcio Licínio Lúculo (de 75 a 66 a.C.), que conseguiu frear o avanço pôntico na Bitínia. Depois de uma revolta das legiões contra Lúculo, a condução da guerra foi entregue a Pompeu, que levou os romanos à vitória final. Derrotado em 63 a.C., Mitrídates se matou. A força do Reino do Ponto foi destruída e o seu território foi agregado ao da Bitínia para formar a nova província romana da Bitínia e Ponto.